# NGC 5384
NGC 5384 is een lensvormig sterrenstelsel in het sterrenbeeld Maagd. Het hemelobject werd op 8 mei 1864 ontdekt door de Duitse astronoom Albert Marth.

## Synoniemen
- UGC 8886
- MCG 1-36-8
- ZWG 46.23
- ARAK 434
- PGC 49707